# Abu al-As ibn al-Rabia
Abu al-As ibn al-Rabia (arabisch أبو العاص بن الربيع, DMG Abū al-'Āṣ ibn al-Rabī; † 634) war ein Gefährte und der Schwiegersohn des Islamischen Propheten Mohammed. Er war der Sohn von Al-Rabi ibn Abduluzza und Hala bint Chuwailid, welche die Schwester von Chadidscha bint Chuwailid ist. Abu al-As war mit Zainab bint Mohammed verheiratet.

## Biographie
Im Jahr 624 kämpfte Abu al-As in der Schlacht von Badr auf der Seite der Quraisch und wurde von Abdullah ibn Dschubair al-Ansari gefangen genommen. Zainab schickte ihm über seinen Bruder Amr ein Lösegeld, einschließlich einer Onyx-Halskette, die ein Hochzeitsgeschenk von Chadidscha gewesen war. Beim Anblick der Halskette erinnerte sich Mohammad an Chadidscha und war bewegt. Er schickte Abu al-As zurück nach Mekka, ohne das Lösegeld zu nehmen, unter der Bedingung, dass Zainab nach Medina geschickt wird. Daher wurde Abu al-As für die nächsten vier Jahre von Zainab getrennt.
Im Oktober 627 kehrte Abu al-As mit einer Karawane aus Syrien zurück und wurde von muslimischen Plünderern angegriffen. Er entging der Gefangennahme, aber die Räuber nahmen die Waren mit, von denen ein Großteil anderen Menschen in Mekka gehörte. Abu al-As schlich sich nachts in Medina ein und bat Zainab, ihm Schutz zu gewähren, den sie sofort zur Verfügung stellte.  Am nächsten Morgen fragte er nach dem Diebesgut. Mohammed bat sie als Gefallen, das Eigentum seines Verwandten zurückzugeben. Die Räuber stimmten zu, alles zurückzugeben. Abu al-As wurde dann gefragt, ob er Muslim werden will. Er erwiderte die frage mit, ja. Abu al-As setzte seine Reise nach Mekka fort und gab ihnen alle Investitionen seiner Nachbarn zurück. Er verkündete dann, dass er ein Muslim sei. Er wanderte im Jahr 628 nach Medina.
Abu al-As ibn al-Rabia starb im Jahr 634 in Mekka.